# Frentans
Les Frentans (lat. Frentani) étaient un peuple samnite de l’Italie centrale antique. Ils furent vaincus par les Romains en 305 av. J.-C et participèrent par la suite aux guerres samnites. Leur territoire s'étendait sur la côte de la mer Adriatique, au sud-est de l'actuelle région des Abruzzes.

## Étymologie
Le nom des Frentani est peut-être un ethnozoonyme dérivé d'un nom indo-européen du cerf. Si c'est bien le cas, il garderait le souvenir d'un ver sacrum guidé par un cerf.